# NGC 4308
NGC 4308 este o galaxie eliptică situată în constelația Părul Berenicei. A fost descoperită în 11 iunie 1868 de către Ernst Wilhelm Tempel. Se află la o distanță de 11,9 megaparseci de Pământ.